# Myurella maximowiczii
Myurella maximowiczii là một loài rêu trong họ Theliaceae. Loài này được (G.G. Borshch.) S.O. Lindberg mô tả khoa học đầu tiên năm 1897.